# Sillus curvispinus
Sillus curvispinus là một loài nhện trong họ Anyphaenidae.
Loài này thuộc chi Sillus. Sillus curvispinus được Frederick Octavius Pickard-Cambridge miêu tả năm 1900.